# Elisabeth Gay
Elisabeth Gay è un personaggio del fumetto Diabolik creato dalle sorelle Giussani. È nota agli appassionati di fumetti in quanto compagna del protagonista Diabolik prima dell'arrivo di Eva Kant.

## Biografia del personaggio

### Il re del terrore
Di professione infermiera presso la clinica Villa Quiete di Lesan (in realtà un manicomio), la giovane dagli occhi viola ha un carattere timido e riservato; è appena uscita da una storia finita male con un ricco rampollo che ha rinunciato a lei per non essere diseredato dalla famiglia che non voleva che lui frequentasse una donna di ceto inferiore. La prima volta che si mostra viene avvicinata dallo stesso Diabolik sotto le mentite spoglie di Walter Dorian. Lei si innamora di lui, ma in realtà Diabolik le si era avvicinato esclusivamente per distruggere la lettera scritta dalla signora Garian, madre di Gustavo, che era stata affidata a Elisabeth e avrebbe potuto compromettere il suo complotto. Tuttavia, alla fine dell'avventura, Diabolik la prende con sé e ci si fidanza.

### Il ritorno di Gustavo Garian
Elisabeth compare ne Il grande Diabolik estivo del 2012, in un breve flashback ambientato pochi giorni dopo il primo episodio. La donna è presente in qualità di infermiera quando Gustavo Garian, dopo i tragici avvenimenti accaduti, va a trovare sua madre nella clinica di Lesan, solo per vederla spirare tra le sue braccia. Elisabeth assiste impotente alla scena.

### Nei sotterranei di Clerville
Ne "Il grande Diabolik" del 2011 viene svelato un importante retroscena del rapporto tra Diabolik ed Elisabeth: mentre i due sono fidanzati, lui si serve del fascino della ragazza per recepire importanti informazioni circa il membro di una società di terroristi che lui dovrà ammazzare. Elisabeth, pur essendo inconsapevolmente manovrata dal Re del Terrore, riesce nel compito piuttosto bene, tanto che lo stesso Diabolik inizierà a pensare di renderla sua complice ufficiale. Ma quando lei, riconosciuto sul giornale il corpo dell'uomo pedinato (nel frattempo ucciso dal criminale), chiamerà l'Ispettore Ginko per aiutarlo nell'identificazione, Diabolik capisce che Elisabeth è troppo diversa da lui, e tra i due si instaurerà un profondo abisso, destinato a non chiudersi mai.

### L'inafferrabile criminale
In questo episodio Elisabeth compare solo in una brevissima sequenza, nella quale si intuiscono i suoi primi dubbi nei confronti di Walter/ Diabolik. La ragazza è infatti insospettita dal fatto che lui la lasci sola per lunghi periodi a causa del suo "lavoro"; tuttavia l'ascendente del Re del Terrore è tale che lei non riesce ad opporglisi.
Nel remake del 2024 (Il Grande Diabolik n° 49 - 2/2024) viene approfondito il rapporto tra Diabolik ed Elisabeth nel periodo in cui è ambientata la storia. Viene specificato che, in seguito a quanto accaduto in Nei sotterranei di Clerville, Diabolik medita di abbandonare Elisabeth o addirittura ucciderla, mentre lei si lega sempre di più al compagno, fino a diventarne ossessionata.

### L'arresto di Diabolik
La donna non conosce la doppia vita del suo fidanzato, ma col passare del tempo diventa sempre più sospettosa. Un giorno, mentre Diabolik è impegnato nel famoso colpo del Diamante rosa (durante il quale conosce Eva Kant e decide di lasciare Elisabeth in favore di quest'ultima), Elisabeth perlustra la villa in cui vivono e arriva a scoprire la sua attività criminale. Terrorizzata alla vista delle maschere, corre a denunciare all'ispettore Ginko la vera identità di Walter Dorian; Diabolik viene così smascherato e arrestato. Al processo viene condannato a morte ma verrà salvato da Eva.

### Atroce vendetta
La scoperta del rifugio di Diabolik e della vera identità di Walter Dorian procurerà un esaurimento nervoso a Elisabeth, che viene mandata in una clinica psichiatrica. Qui viene curata da uno psichiatra di cui si innamorerà, Alberto Floriani, ma Diabolik utilizza sottili stratagemmi per indurla alla pazzia, come la messinscena dell'esecuzione di Floriani di fronte agli occhi terrorizzati della ragazza. Nonostante Ginko scopra i piani del Re del Terrore, questo episodio minerà completamente la psiche di Elisabeth.
Nel remake di questo episodio e del precedente (Il grande Diabolik 1-2012) viene rivelato un retroscena successivo alla fine di questo episodio: Elisabeth era stata internata in un manicomio, e Diabolik era andato a farle visita sotto le mentite spoglie di uno psicologo (in modalità simili a quelle utilizzate per Clelia Garian nel primo episodio), per poi levarsi la maschera in sua presenza in modo da farla impazzire completamente.

### Nel tunnel della pazzia
Elisabeth ritorna nella storia Nel tunnel della pazzia, dell'agosto 1995, trentadue anni dopo la sua ultima apparizione. Elisabeth sembra rinsavita dai suoi problemi mentali e si è sposata con Alberto Floriani; in realtà è ossessionata da Diabolik e medita una vendetta terribile. Incredibilmente riesce a catturare Diabolik completamente da sola; questi si dimostra dispiaciuto per quanto fattole in precedenza, ma la donna lo sottopone ad atroci sevizie nella sua cantina. Il criminale sarà salvato dall'intervento di Alberto Floriani e di Eva Kant.

### Il volto dell'odio
Dieci anni dopo ancora, nel 2006, appare nel numero speciale estivo, "Il volto dell'odio". Elisabeth, portata da Alberto in un'altra nazione, è ormai completamente impazzita e malata terminale. La sua pazzia l'ha portata a spostare i suoi interessi amorosi da Diabolik a Ginko, che ella vede come il solo capace di condividere il suo odio per il Re del Terrore. Questo porterà suo marito, l'unico ad amarla veramente, a sostituirsi all'ispettore con un'operazione di chirurgia plastica, e ad architettare un piano per catturare anche Diabolik. Tuttavia il piano fallisce, Alberto muore e le condizioni di Elisabeth si fanno ancora più disperate.
Non si hanno notizie delle sue condizioni, né se tornerà in un'altra storia di Diabolik. Ma nel libro "Io sono Diabolik" viene detto che la donna muore qualche giorno dopo la morte del marito.

### Il segreto di Diabolik
Sei anni dopo, nel 2012, appare ne "Il segreto di Diabolik", in un fugace flashback del numero "Nel tunnel della pazzia".

## Apparizioni

### Diabolik
- Il re del terrore (1-11-1962)
- L'innafferrabile criminale (1-2-1963)
- L'arresto di Diabolik (1-3-1963)
- Atroce vendetta (1-4-1963)
- Ricordo del passato (18-8-1969, appare come flashback dell'episodio "L'arresto di Diabolik")
- Nel tunnel della pazzia (1-8-1995)
- Il segreto di Diabolik (1/11/2012)

### Il grande Diabolik
- Il re del terrore: il remake (5-4-2004)
- Il volto dell'odio (15-7-2006)
- Nei sotterranei di Clerville (15-04-2011)
- L'arresto di Diabolik: il remake (30-04-2012)
- Il ritorno di Gustavo Garian (15-07-2012)
- L'inafferrabile criminale: il remake (19-7-2024)

### Volumi Astorina
- Una donna di nome Elisabeth

### Cinema

#### Trilogia dei Manetti Bros.
Il personaggio fa la sua prima apparizione cinematografica nel Diabolik dei Manetti Bros. del 2021, dove è interpretata da Serena Rossi. Nel film ricopre il medesimo ruolo del fumetto, venendo presentata subito come fidanzata di Walter Dorian, soffrendo per i suoi frequenti viaggi d'affari, e attendendolo imperterrita in preda al più grande sentimento romantico, ignorando che in realtà dietro tale identità si celi il temuto ladro e assassino Diabolik.
Come nel fumetto, sorprende Walter/Diabolik comparire dal suo rifugio segreto nel cortile, ma viene rassicurata dal ladro di essersi sbagliata. Non del tutto convinta però, il giorno dopo esplora il punto in cui è certa di averlo visto emergere, scoprendo così il rifugio, e rimanendo terrorizzata di fronte alle maschere usate dal ladro per i suoi colpi. Chiamata la polizia, viene condotta via, ricomparendo l'ultima volta al processo contro il criminale come testimone. A differenza delle storie originali, non ci è dato sapere cosa le sia accaduto dopo l'evento, e Diabolik non sembra intenzionato a cercare vendetta contro di lei.

## Curiosità
- La sua immagine appare sul retro di copertina di tre numeri del fumetto: "Atroce vendetta", "Ricordo del passato", "Nel tunnel della pazzia".
- Il nome, le fattezze e il colore viola dei suoi occhi sono stati tratti da Elizabeth Taylor[senza fonte].
- Nella prima edizione de Il re del terrore il nome della ragazza era erroneamente trascritto come "Elisabet", poi corretto fin dalla successiva ristampa; nelle prime uscite del fumetto, inoltre, il nome del personaggio variava spesso da "Elisabeth" a "Elizabeth" e addirittura molto spesso veniva italianizzato in Elisabetta. Solo in anni recenti è stato cristallizzato in Elisabeth, e da allora anche le ristampe sono state corrette.